# Northern (genre)

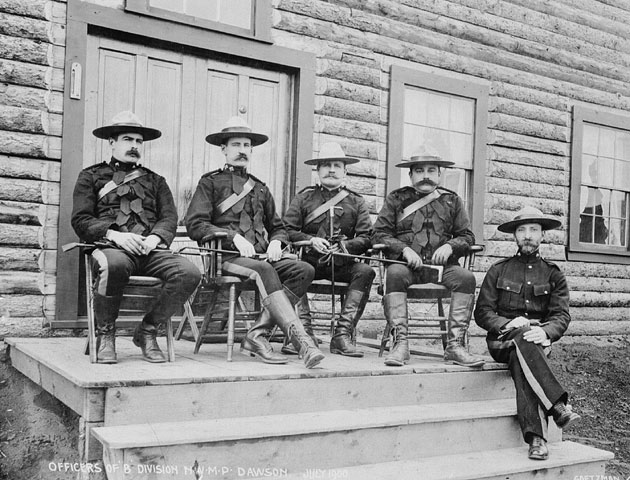
De Royal Canadian Mounted Police speelt doorgaans de hoofdrol in Northern-verhalen.

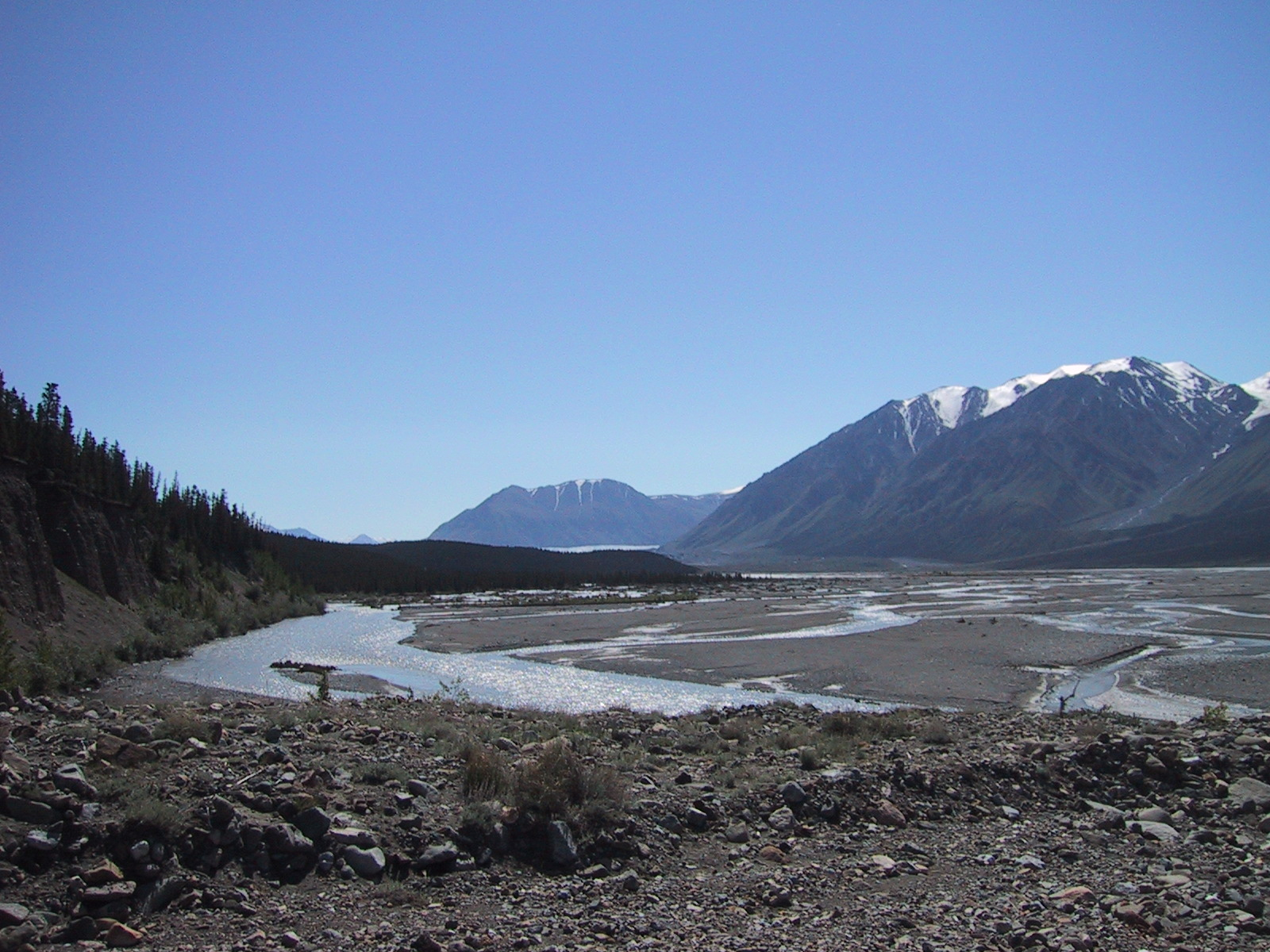
De Yukon was een bekende locatie uit Northern-fictie

Northern of Northwestern is een genre uit film, televisie en literatuur, dat zich kenmerkt door een idealisering van het leven in de Canadese wildernis en platteland, hoewel ook Alaska en het noorden van de Verenigde Staten als decor voor Northern-verhalen kunnen dienen. Het genre is in dit opzicht uitwisselbaar met het Western-genre; verhalen in de twee genres zijn doorgaans hetzelfde, alleen de locatie verschilt. De hoofdrollen in Northern-verhalen zijn vaak weggelegd voor Mounties, gelijk aan hoe in Westerns cowboys en revolverhelden vaak de hoofdrol hebben.
Het genre werd in de literatuur vooral populair door de werken van Rex Beach, Jack London, Robert W. Service, James Oliver Curwood, Laurie York Erskine, Otto Harbach, Oscar Hammerstein II, Romer Grey, Stephen Slesinger, Tom Dougall, Fran Striker, en Gaylord Du Bois. In de filmindustrie was het genre vooral gedurende de jaren 20 zeer populair.

## Media

### Candese folklore
- Big Joe Mufferaw
- Chasse-galerie, de vliegende kano.

### Pulpbladen
- North West Stories (1925)
- North-West Romances

### Boeken
- Call of the Wild
- White Fang
- Renfrew of the Royal Mounted (10 boeken, 17 korte v erhalen)
- Susannah of the Mounties
- Scarlet Riders
- Kazan
- Baree, Son of Kazan

### Filmreeksen
- The Mystery Trooper (1931)
- Clancy of the Mounted (1933)
- The Mysterious Pilot (1938)
- King of the Royal Mounted (1940)
- Perils of the Royal Mounted (1942)
- King of the Mounties (1942)

- The Royal Mounted Rides Again (1945)
- Dangers of the Canadian Mounted (1948)
- Canadian Mounties vs Atomic Invaders (1953)
- Gunfighters of the Northwest (1954)
- Perils of the Wilderness (1956)

### Televisie
- Sergeant Preston of the Yukon
- Renfrew of the Royal Mounted
- Dudley Do-Right (onderdeel van The Rocky and Bullwinkle Show)
- R.C.M.P.
- Klondike Kat
- Klondike

- North of 60
- Due South
- Northern Exposure
- The Legend of White Fang
- Twin Peaks

### Films
- The Riders of the Plains (1910)
- Pierre of the Plains (1914)
- Flower of the North (1921)
- The Gold Rush (1925)
- The Flame of the Yukon (1926)
- The Lodge in the Wilderness (1926)
- Tiger Rose (1929)
- O'Malley Rides Alone (1930)
- Men of the North (1930)
- The River's End (1931)
- Riders of the North (1931)
- Mounted Fury (1931)
- Mason of the Mounted (1932)
- Honor of the Mounted (1932)
- Mckenna of the Mounted (1932)
- The Trail Beyond (1934)
- The Fighting Trooper (1934)
- Courage of the North (1934)
- Undercover Men (1934)
- Silent Code (1935)
- Northern Frontier (1935)
- Timber Terrors (1935)
- Wilderness Mail (1935)
- Fighting Shadows (1935)
- The Red Blood of Courage (1935)
- Border Brigands (1935)
- Code of the Mounted (1935)
- Trails of the Wild (1935)
- His Fighting Blood (1935)
- Skull and Crown (1936)
- Rose Marie (1936)
- Caryl of the Mountains (1936)
- O'Malley of the Mounted (1936)
- The Country Beyond (1936)
- Phantom Patrol (1936)
- Secret Patrol (1936)
- King of the Royal Mounted (1936)
- Wildcat Trooper (1936)
- Renfrew of the Royal Mounted (1937)
- Death Goes North (1938)
- On the Great White Trail (1938)
- Heart of the North (1938)
- Crashing Thru (1939)
- North of the Yukon (1939)
- Blue Montana Skies (1939)
- Susannah of the Mounties (1939)
- Outpost of the Mounties (1939)
- Yukon Flight (1939)
- Man From Montreal (1939)
- Fighting Mad (1939)
- Water for Canitoga (1939)
- The Frozen Limits (1939)
- Murder on the Yukon (1940)
- Danger Ahead (1940)
- Sky Bandits (1940)
- River's End (1940)

- North West Mounted Police (1940)
- The Royal Mounted Patrol (1941)
- Pierre of the Plains (1942)
- North of the Rockies (1942)
- Northwest Rangers (1942)
- Riders of the Northwest Mounted (1943)
- Law of the Northwest (1943)
- Northern Pursuit (1943)
- Northwest Trail (1945)
- Neath Canadian Skies (1946)
- North of the Border (1946)
- Where the North Begins (1947)
- Northwest Stampede (1948)
- Trail of the Mounties (1949)
- Trail of the Yukon (1949)
- Wolf Hunters (1949)
- Mrs Mike (1949)
- Snow Dog (1950)
- North of the Great Divide (1950)
- Call of the Klondike (1950)
- Gene Autry and the Mounties (1951)
- Quebec (1951)
- Yukon Manhunt (1951)
- Northwest Territory (1951)
- The Wild North (1952)
- Border Saddlemates (1952)
- Yukon Gold (1952)
- Pony Soldier (1952)
- Blue Canadian Rockies (1952)
- Fangs of the Arctic (1953)
- Fort Vengeance (1953)
- Back to God's Country
- Northern Patrol (1953)
- Canadian Mounties vs Atomic Invaders (1953)
- Yukon Vengeance (1954)
- Rose Marie (1954)
- Saskatchewan (1954)
- The Far Country (1955)
- Campbell's Kingdom (957)
- North to Alaska (1960)
- The Canadians (1961)
- The Island at the Top of the World (1974)
- Alien Thunder (1974)
- Riel (1979)
- Death Hunt (1981)
- Never Cry Wolf (1983)
- White Fang (1991)
- White Fang 2: Myth of the White Wolf (1994)
- Iron Will (1994)
- Balto (1995)
- Mystery, Alaska (1999)
- Dudley Do-Right (1999)
- Balto 2: Wolf Quest (2000)
- Snow Dogs (2002)
- Balto 3: Wings of Change (2004)